# Incontro senza domani
Incontro senza domani (Escape) è un film del 1940 diretto da Mervyn LeRoy.
È un film drammatico statunitense con Norma Shearer, Robert Taylor, Conrad Veidt e Alla Nazimova. È basato sul romanzo Escape di Grace Zaring Stone.

## Trama
Germania, 1938. Mark Preysing, un giovane americano, giunge nella nazione tedesca dominata da Hitler alla ricerca della madre, l'ex attrice Emmy Ritter. Dopo una serie di vicissitudini, tra cui l'incontro con una vedova, la contessa von Treck, scoprirà che la donna che tanto cerca disperatamente è reclusa in un campo di concentramento, in attesa dell'esecuzione.

## Produzione
Il film, diretto da Mervyn LeRoy su una sceneggiatura di Arch Oboler e Marguerite Roberts e un soggetto di Grace Zaring Stone (autrice del romanzo, accreditata come Ethel Vance, uno pseudonimo utilizzato dalla Stone per proteggere alcuni suoi parenti che vivevano sotto il nazismo in Germania), fu prodotto dallo stesso LeRoy e da Lawrence Weingarten per la Metro-Goldwyn-Mayer. Fu girato nei Metro-Goldwyn-Mayer Studios a Culver City, California, dal maggio al giugno 1940 e, per alcune scene addizionali girate da George Cukor, nel settembre dello stesso anno.

## Distribuzione
Il film fu distribuito con il titolo Escape negli Stati Uniti dal 1º novembre 1940 al cinema dalla Metro-Goldwyn-Mayer.
Altre distribuzioni:
- nel Regno Unito il 14 aprile 1941
- in Brasile (Fuga)
- in Grecia (Oi fygades)
- in Italia (Incontro senza domani)

## Critica
Secondo il Morandini il film è un "banale melodramma di propaganda antinazista".